# 1900年大西洋飓风季
1900年大西洋飓风季确认存在七个热带气旋，其中三个曾登陆美国。第一号飓风是本季首个天气系统，最早在8月27日发现；第七号热带风暴是本季最后一个气旋，于10月29日转变成温带气旋，都在大西洋盆地每年绝大多数热带天气活动的时间范围内。除第七号热带风暴外，本季所有风暴都曾与其他风暴同时存在。
全季七个热带气旋中有三个达到飓风强度，其中两个成为大型飓风，即强度达到现代萨菲尔-辛普森飓风等级下的三级或以上标准。第一号飓风的最大持续风速达每小时230公里，是本季最强风暴，属四级飓风。气旋在达到最高强度后不久吹袭德克萨斯州，在加尔维斯敦地区引发极具破坏力的风暴潮，整个城市几乎被完全摧毁，至少有8000人丧生。这场风暴史称“1900年加尔维斯敦飓风”，至今仍是美国历史上最致命的自然灾害，还造成价值约3135万美元的破坏。除此以外，另外六个气旋的整体影响很小，只有第五号热带风暴的残留在加拿大大西洋省份造成价值十万美元的损失，另有一人遇难。

## 季度总结

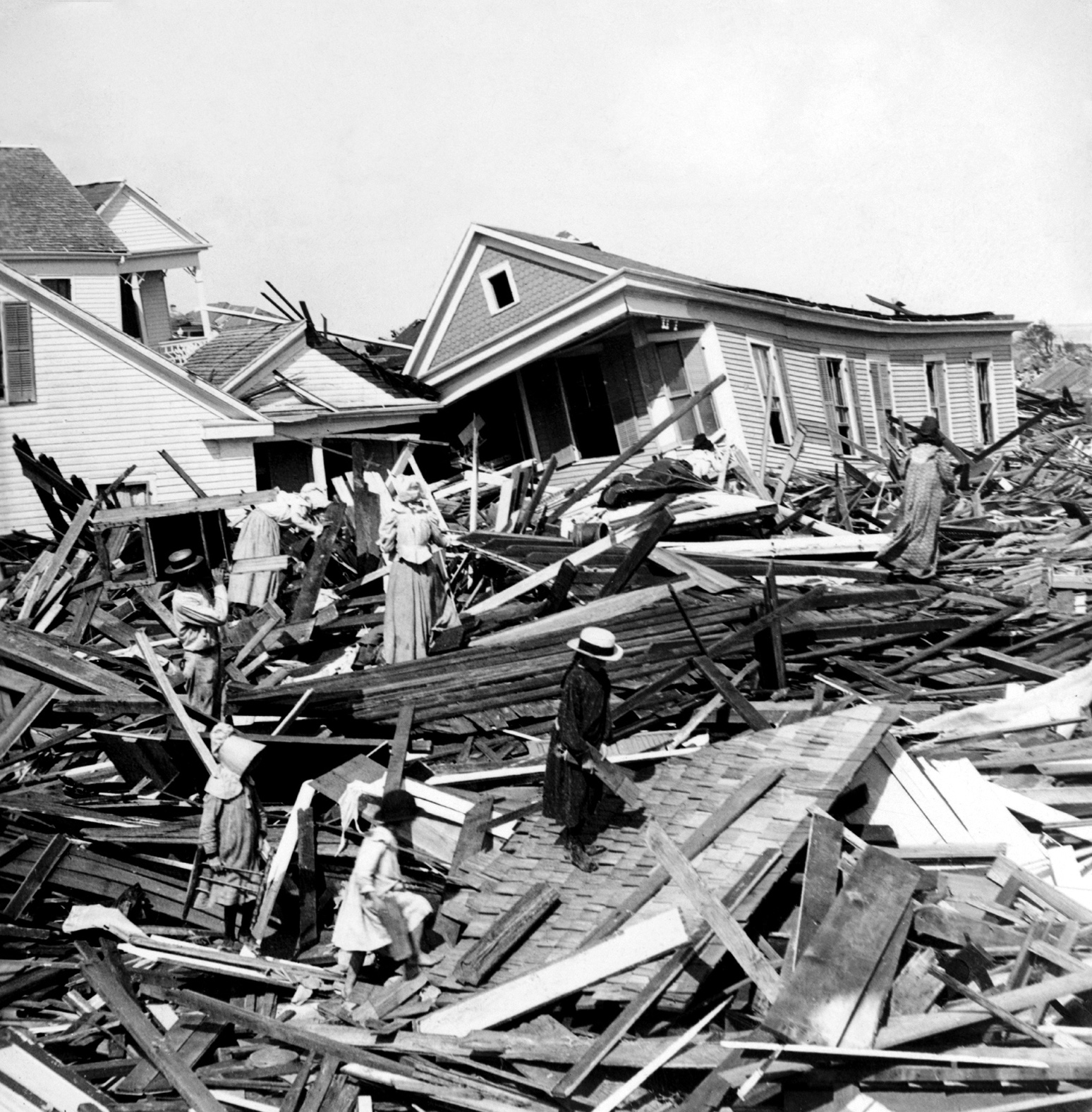
本季首场飓风对德克萨斯州加尔维斯敦构成重大破坏

8月27日，佛得角以西较远处海域发展出热带气旋，拉开飓风季序幕。风暴的最强持续风速达每小时230公里，最低气压936毫巴（百帕，27.6英寸汞柱），在现代萨菲尔-辛普森飓风等级下已属四级飓风标准，是全季最强风暴。这样的开局日期可谓异常之晚，1944至1996年间平均每个大西洋飓风季的第一场风暴是在7月11日形成。相比之下，卫星时代形成日期最晚的首场风暴则是1977年8月29日的飓风安妮塔。从气候角度来看，9月是大西洋飓风季的活跃巅峰，1900年9月共形成三个热带气旋，其中两个强化成飓风。第三号飓风于9月23日消散后，大西洋盆地的热带天气活动一度陷入沉寂，直到近两周后才有第五号热带风暴于10月4日在小安的列斯群岛附近生成，风暴之后转变成温带气旋，同时第六个热带气旋又于10月10日在坎佩切湾发展成型。全季最后一个气旋是在东加勒比海形成，经过伊斯帕尼奥拉岛后于10月28日在百慕大和美国东岸之间转变成温带气旋。
所有风暴中以人称“加尔维斯敦飓风”的第一号飓风影响最大。风暴潮将德克萨斯州加尔维斯顿岛大部分区域淹没，致死人数在6000至12000之间。据正式渠道估算，整场飓风的死亡人数约为8000，截至2016年11月依然是美国历史上最致命的自然灾害。气旋当时还是有纪录以来致死人数第二多的大西洋飓风，仅次于在小安的列斯群岛夺走至少22000条人命的1780年大飓风。不过，1998年的飓风米奇在中美洲导致超过11000人遇难，超越加尔维斯敦飓风的纪录。第一号飓风还在加拿大导致至少102人死亡，是该国历史上最致命的风暴之一。除此以外，1900年大西洋飓风季的其他热带气旋基本没有造成破坏或人员丧生，只有第五号热带风暴的温带残留在加拿大夺走一条人命，并造成价值约十万美元的中等程度损失，其中大部分是铁轨受损。
这年飓风季的活跃程度还经累积气旋能量指数反映出来，数值为81。大致来说，气旋能量指数通过飓风强度和持续时间计算，强度越高、持续时间越长的风暴，其指数也相应越高。只有在热带天气系统风速达到或超过每小时63公里（34节）或热带风暴强度时才会计算该指数，并纳入全面的气象公告，并且亚热带气旋的指数不会计入累积数值。

## 风暴

### 第一号飓风
8月27日清晨，有船只佛得角群岛最南端以东约1870公里海域遭遇本季第一场热带风暴。气旋稳步向西北偏西移动并缓慢增强，于8月30日进入东北加勒比海。风暴从波多黎各以南洋面经过，于9月2日以弱热带风暴强度登陆多明尼加共和国。气旋在经过伊斯帕尼奥拉岛期间略有减弱，于当晚回到加勒比海。9月3日，风暴吹袭今古巴圣地亚哥省，然后沿该国南侧海岸线缓慢飘移。9月6日抵达墨西哥湾后，气旋在干龟群岛附近达到飓风标准。
接下来风暴快速强化，于9月8日达到风力时速230公里的最高强度，在现代萨菲尔-辛普森飓风等级下达到四级飓风强度。次日清晨，气旋以持续风速每小时220公里强度从德克萨斯州今牙买加海滩（Jamaica Beach）附近登陆，在此期间气象机构还测得936毫巴（百帕，27.6英寸汞柱）的最低气压。飓风在向内陆行进期间迅速减弱，强度在9月9日晚滑落至热带风暴标准。气旋转向东北偏东，于9月11日在艾奥瓦州上空转变成温带气旋，然后加速穿越美国中西部、安大略、魁北克、新英格兰北部和新不伦瑞克，并在此期间得以强化，于9月13日抵达圣罗伦斯湾。飓风的温带残留当天袭击纽芬兰岛，然后抵达接近北冰洋海域并开始弱化，最终于9月15日在冰岛附近逐渐消散。
风暴在古巴降下暴雨，圣地亚哥-德古巴的24小时降雨量高达320毫米。佛罗里达州大部分地区的风力达到热带风暴强度，但没有造成破坏。德克萨斯州加尔维斯敦地区刮起狂风，最高风速达每小时190公里加尔维斯顿岛全部被2.4至3.7米的风暴潮淹没。所有的房屋都受到破坏，至少有3636套被毁。单加尔维斯敦的3.7万人中就有约三万人无家可归。整场飓风造成的确切死亡人数不明，但估计至少有8000，因此1900年加尔维斯敦飓风也是美国历史上最致命的自然灾害，估计气旋还造成价值3000万美元的经济损失。受飓风强度风力和风暴潮影响，路易斯安那州南部部分地区被淹，但没有造成重大破坏或人员丧生。风暴及其残留之后还在纬度更高的地区产生暴雨和强烈阵风，伊利诺伊州、肯塔基州、纽约州、密歇根州和俄亥俄州都有通讯线路中断。纽约的一块广告牌在强烈阵风下倒塌，被砸中的23岁男子伤重不治。飓风残留还对加拿大构成严重影响，安大略的损失数额约有135万美元，其中100万属庄稼损失。该国至少有107人遇难，其中大部分都是在纽芬兰岛和法属圣皮埃尔附近因船只沉没而死。

### 第二号飓风
9月7日，有船只在佛得角附近遇到强风。大西洋飓风数据库据此记载本季第二场热带风暴于当天清晨在佛得角群岛最南端以西约350公里洋面成型。气旋迅速增强，于9月8日达到强烈热带风暴标准，但接下来近五天内的强度都基本保持不变。在此期间风暴失去踪影，直到9月13日由“匈牙利号”（Hungaria）汽船发现，并且此时已成为飓风。气象部门一度认为这场风暴的形成时间比之后两个热带气旋要晚，所以将之列为第四号飓风。9月14日晚，气旋在向西北移动期间强化成二级飓风。
风暴回转北上，于9月16日达到三级飓风标准。下午18点，气旋达到最大持续风速每小时195公里的最高强度，再于9月17日晚减弱成二级飓风。此后不久，风暴从百慕大东南海域经过，给岛上带去阵风，但影响很小，然后蜿蜒朝东北前进。9月18日，系统的强度回落至一级飓风标准，并在当晚弱化成热带风暴，次日清晨又消退成热带低气压。持续数小时后，风暴终于在纽芬兰岛开普雷斯（Cape Race）东南方向约630公里洋面消散。

### 第三号飓风
据多份船只观测纪录显示，9月8日中午12点，几内亚比索比热戈斯群岛以东约280公里海域有热带风暴发展成型。气旋向西北移动并逐渐增强，到9月9日已成为飓风，次日又从佛得角西南方向经过。接下来风暴缓慢强化，于9月12日清晨达到二级飓风标准，并在几乎同一时间达到风力时速155公里的最高强度。9月12日晚，气旋回转向西北偏北移动。转向东北偏北后，风暴于9月14日开始以小规模环形路径移动。
飓风很快就开始减弱，强度在9月15日清晨回落到一级飓风标准。约四天后，气旋的移动路线已经形成环形，然后朝西北偏西移动。9月20日清晨，系统减弱成热带风暴。接下来几天里，气旋的移动速度放缓，然后又转朝西面前进。9月22日晚，风暴弱化成热带低气压并继续西进，最终于9月23日在百慕大东南偏东约1200公里洋面逐渐消散。

### 第四号热带风暴
据天气图显示，9月11日加勒比海西北部上空有热带风暴存在。气旋向西北移动，以弱热带风暴强度掠过尤卡坦半岛，并于当晚在墨西哥湾东南部达到最大持续风速每小时85公里、最低气压1005毫巴（百帕，29.7英寸汞柱）的最高强度。9月13日清晨，风暴蜿蜒向东北移动并开始减弱，但早上6点又以最高强度从路易斯安那州普拉克明堂区的威尼斯（Venice）附近登陆。气旋略有减弱并短暂回到海上，但很快又以风力时速65公里强度从海泉市附近登陆。
9月14日清晨，风暴弱化成热带低气压，然后在向东北方向穿越美国深南部期间继续缓慢减弱，最终于9月15日在乔治亚州雅典附近逐渐消散。气象机构在实际操作中认为这场风暴是全季的第三个热带气旋。美国国家气象局驻哥伦比亚特区总部发出电报，警告美国墨西哥湾沿岸部分地区的船只留在港口不要出海。路易斯安那州东部至佛罗里达州西南沿海地区出现强烈阵风，电报服务受到严重扰乱。气旋残留在弗吉尼亚州至新英格兰降下暴雨，新泽西州海岸沿线波涛汹涌，“威利号”（Willie）双桅纵帆船搁浅。

### 第五号热带风暴
据船只观测纪录推断，10月4日早上6点，安圭拉东南方向大约370公里海域存在本季第五个热带低气压。系统强度起初几天一直很弱，直到10月7日才强化成热带风暴，再于次日清晨开始以环形路径移动。经过进一步增强，气旋于10月9日清晨达到风力时速110公里的最高强度。風暴加速向东北偏北前进，于10月10日转变成温带气旋。系统残留起初向北移动，后又转向东北，于10月11日晚吹袭新斯科舍，然后快速穿越加拿大大西洋省份并返回大西洋，到10月14日时已在格陵兰最南端近海消散。
风暴残留对加拿大产生严重影响。新斯科舍有13艘双桅纵帆船搁浅，另外两艘被毁。狂风导致该省最东部地区的电报线路中断，贝菲尔德（Bayfield）有多个谷仓失去屋顶，部分树木倒塌。高涨的海潮将新不伦瑞克圣约翰部分地区淹没，一些房屋的积水有46厘米深，还有其他低洼地区被淹。受洪水冲刷影响，加拿大太平洋铁路部分铁轨被冲走，运输服务受到影响，估计修复铁轨的成本约为十万美元。另外还有部分公路和桥梁受损。一名孩童在尝试渡过暴涨的溪流时不幸溺毙。爱德华王子岛部分建筑因大风受损，还有一些房屋的烟囱倒塌，夏洛特顿有部分输电线缆中断。

### 第六号热带风暴
10月10日，坎佩切湾发展出本季第六场热带风暴。气象机构在实际操作中认定气旋源自古巴东部上空。气旋快速向东北偏北穿越墨西哥湾，于10月11日清晨达到风力时速75公里、最低气压1008毫巴（百帕，29.8英寸汞柱）的最高强度。接下来风暴蜿蜒向东北偏东移动，于次日清晨以最高强度从佛罗里达州今马蹄海滩区域登陆。
10月12日晚，气旋进入大西洋，之后不久就在乔治亚州杰基尔岛（Jekyll Island）以东约56公里洋面转变成温带气旋。风暴残留沿美国东岸移动，先后吹袭北卡罗莱纳州外滩群岛、纽约州长岛和新英格兰，然后继续深入加拿大内陆，最终于10月15日在拉布拉多上空逐渐消散。气旋造成的整体影响很小，佛罗里达州至南、北卡罗莱纳州出现降水和阵风，更北面的新泽西州及新英格兰南部有中到大风。

### 第七号热带风暴
据多份电报推算，东加勒比海于9月24日发展出热带低气压。气旋向西北移动，强度基本保持不变，然后以风力时速55公里强度从多明尼加共和国圣克里斯托瓦尔附近登陆。风暴经过伊斯帕尼奥拉岛期间没有减弱，反倒是进入大西洋后在海地最西北角近海增强成热带风暴。10月27日晚，气旋回转向东北偏北前进，从巴哈马东部经过，在此期间达到最大持续风速每小时85公里的最高强度。
10月28日清晨，风暴加快移动速度并略朝东北转向，于10月29日凌晨0点在百慕大西北方向约500公里洋面转变成温带气旋，最终在当晚消散。多明尼加共和国和海地都没有受到风暴影响，古巴东部大部分地区降下小雨，并以卡马圭省和圣地亚哥-德古巴降水最多。巴哈马各地普遍出现狂风，但也没有引起破坏。风暴东面远至佛罗里达州的朱庇特都测得每小时51公里持续风速。